# Fish Tales
Fish Tales es un EP de la banda neozelandesa The 3Ds, lanzado en 1990 por Flying Nun Records en formato de disco de vinilo de 12''.

## Lista de canciones
1. «First Church»
2. «Dream of Herge»
3. «Evil Kid»
4. «Fish Tails»
5. «Evocation of W.C. Fields»
6. «Mud Sacrifice»
7. «The Ball of Purple Cotton»